# Dujana
Dujana est une ville de l'État de l'Haryana en Inde.

## Histoire
Dujana était la capitale d'un État princier jusqu'en 1948.

### Dirigeants: liste des nawab de Dujana
- 1806 - 1825 : Abd as-Samad Khan
- 1825 - 1850 : Dondi Khera Khan
- 1850 - 1867 : Hasan Alî Khan
- 1867 - 1879 : Mohammad Saadat Alî Khan
- 1879 - 1908 : Momtaz Alî Khan
- 1908 - 1925 : Mohammad Khurshid Alî Khan
- 1925 - 1948 : Mohammad Iqtidar Alî Khan